# Siracusa Calcio 1977-1978
Questa voce raccoglie le informazioni riguardanti il Siracusa Calcio nelle competizioni ufficiali della stagione 1977-1978.

## Rosa
| N. |                   | Ruolo | Calciatore        |
| -- | ----------------- | ----- | ----------------- |
|    | Italia (bandiera) | A     | Adriano Abate     |
|    | Italia (bandiera) | C     | Pierangelo Agosti |
|    | Italia (bandiera) | C     | Giuseppe Belfiore |
|    | Italia (bandiera) | P     | Angelo Bellavia   |
|    | Italia (bandiera) | D     | Fiorindo Bragatto |
|    | Italia (bandiera) | C     | Paolo Chirco      |
|    | Italia (bandiera) | A     | Romolo Ciardella  |
|    | Italia (bandiera) | C     | Gaetano Costa     |
|    | Italia (bandiera) | C     | Amedeo Crippa     |
|    | Italia (bandiera) | C     | Paolo Cucurnia    |

| N. |                   | Ruolo | Calciatore       |
| -- | ----------------- | ----- | ---------------- |
|    | Italia (bandiera) | C     | Roberto Culotti  |
|    | Italia (bandiera) | D     | Nicola De Simone |
|    | Italia (bandiera) | C     | Ercole Giudice   |
|    | Italia (bandiera) | D     | Dino Gobbi       |
|    | Italia (bandiera) | A     | Michele Marullo  |
|    | Italia (bandiera) |       | Mignego          |
|    | Italia (bandiera) | A     | Bartolo Qualano  |
|    | Italia (bandiera) | A     | Nunzio Restivo   |
|    | Italia (bandiera) | A     | Luigi Rotondi    |
|    | Italia (bandiera) | A     | Bruno Sardelli   |

## Risultati

### Serie C

#### Girone di andata
| 11 settembre 1977 1ª giornata | Salernitana | 0 – 0 | Siracusa |  |

| 18 settembre 1977 2ª giornata | Turris | 1 – 2 | Siracusa |  |

| 25 settembre 1977 3ª giornata | Siracusa | 0 – 0 | Latina |  |

| 2 ottobre 1977 4ª giornata | Trapani | 1 – 0 | Siracusa |  |

| 9 ottobre 1977 5ª giornata | Siracusa | 1 – 0 | Ragusa |  |

| 16 ottobre 1977 6ª giornata | Campobasso | 0 – 0 | Siracusa |  |

| 23 ottobre 1977 7ª giornata | Siracusa | 0 – 1 | Matera |  |

| 30 ottobre 1977 8ª giornata | Nocerina | 1 – 0 | Siracusa |  |

| 6 novembre 1977 9ª giornata | Siracusa | 1 – 1 | Pro Vasto |  |

| 13 novembre 1977 10ª giornata | Marsala | 0 – 0 | Siracusa |  |

| 20 novembre 1977 11ª giornata | Siracusa | 0 – 0 | Benevento |  |

| 27 novembre 1977 12ª giornata | Catania | 1 – 0 | Siracusa |  |

| 4 dicembre 1977 13ª giornata | Siracusa | 0 – 0 | Sorrento |  |

| 11 dicembre 1977 14ª giornata | Siracusa | 0 – 2 | Reggina |  |

| 18 dicembre 1977 15ª giornata | Barletta | 2 – 0 | Siracusa |  |

| 31 dicembre 1977 16ª giornata | Siracusa | 1 – 0 | Paganese |  |

| 8 gennaio 1978 17ª giornata | Brindisi | 0 – 0 | Siracusa |  |

| 15 gennaio 1978 18ª giornata | Siracusa | 0 – 0 | Crotone |  |

| 22 gennaio 1978 19ª giornata | Pro Cavese | 0 – 0 | Siracusa |  |

#### Girone di ritorno
| 29 gennaio 1978 20ª giornata | Siracusa | 2 – 1 | Salernitana |  |

| 5 febbraio 1978 21ª giornata | Siracusa | 2 – 1 | Turris |  |

| 12 febbraio 1978 22ª giornata | Latina | 1 – 0 | Siracusa |  |

| 19 febbraio 1978 23ª giornata | Siracusa | 0 – 0 | Trapani |  |

| 26 febbraio 1978 24ª giornata | Ragusa | 1 – 1 | Siracusa |  |

| 5 marzo 1978 25ª giornata | Siracusa | 2 – 0 | Campobasso |  |

| 12 marzo 1978 26ª giornata | Matera | 1 – 0 | Siracusa |  |

| 19 marzo 1978 27ª giornata | Siracusa | 0 – 1 | Nocerina |  |

| 2 aprile 1978 28ª giornata | Pro Vasto | 0 – 0 | Siracusa |  |

| 9 aprile 1978 29ª giornata | Siracusa | 2 – 0 | Marsala |  |

| 16 aprile 1978 30ª giornata | Benevento | 1 – 0 | Siracusa |  |

| 23 aprile 1978 31ª giornata | Siracusa | 1 – 1 | Catania |  |

| 30 aprile 1978 32ª giornata | Sorrento | 3 – 1 | Siracusa |  |

| 7 maggio 1978 33ª giornata | Reggina | 1 – 1 | Siracusa |  |

| 14 maggio 1978 34ª giornata | Siracusa | 3 – 1 | Barletta |  |

| 21 maggio 1978 35ª giornata | Paganese | 1 – 0 | Siracusa |  |

| 28 maggio 1978 36ª giornata | Siracusa | 2 – 0 | Brindisi |  |

| 4 giugno 1978 37ª giornata | Crotone | 0 – 0 | Siracusa |  |

| 11 giugno 1978 38ª giornata | Siracusa | 0 – 3 | Pro Cavese |  |